# Elitsa Yankova
Elitsa Atanasova Yankova (em búlgaro:  Елица Атанасова Янкова; Varna, 18 de setembro de 1994) é uma lutadora de estilo-livre búlgara, medalhista olímpica.

## Carreira
Yankova competiu na Rio 2016, na qual conquistou a medalha de bronze, na categoria até 48 kg.